# Рестоліца
Рестоліца (рум. Răstolița) — село у повіті Муреш в Румунії. Адміністративний центр комуни Рестоліца.
Село розташоване на відстані 294 км на північ від Бухареста, 57 км на північний схід від Тиргу-Муреша, 108 км на схід від Клуж-Напоки.

## Населення
За даними перепису населення 2002 року у селі проживали 1342 особи.
Національний склад населення села:
| Національність | Кількість осіб | Відсоток |
| -------------- | -------------- | -------- |
| румуни         | 1222           | 91,1%    |
| угорці         | 110            | 8,2%     |
| цигани         | 8              | 0,6%     |

Рідною мовою назвали:
| Мова      | Кількість осіб | Відсоток |
| --------- | -------------- | -------- |
| румунська | 1226           | 91,4%    |
| угорська  | 107            | 8,0%     |
| циганська | 7              | 0,5%     |